# Nikolaj Mjaskovskij
Nikolaj Jakovlevitj Mjaskovskij (ryska: Никола́й Я́ковлевич Мяско́вский), född 20 april 1881 i Modlin, guvernementet Warszawa, död 8 augusti 1950 i Moskva, var en rysk kompositör. Känd förutom för sin omfattande produktion inte minst för sina många framstående elever, exempelvis Chatjaturjan och Kabalevskij.

## Biografi
Mjaskovskij studera först komposition för Reinhold Glière och var därefter elev för Rimskij-Korsakov och Ljadov vid konservatoriet i Sankt Petersburg 1906—1911. Han verkade därefter som lärare i komposition vid konservatoriet i Moskva. 
I sina tidigaste verk (första symfonien, 1908) står Mjaskovskij ännu på romantisk-klassicistisk mark. Även om hans stil är starkt personlig, har han i sin oerhört rika produktion berört högromantikens och nyklassicismens alla stilarter. Ofta hämtade Mjaskovskij sin inspiration från rysk dikt och historia men också av revolutionära stämningar i Sovjetunionmen. 
Han tilldelades Stalinpriset fyra gånger, var styrelseledamot i Sovjetunionens tonsättarförening och ordförande i musiksektionen vid den statliga organisationen för kulturellt utbyte med utlandet - VOKS.  
Mjaskovskij var mycket produktiv tonsättare och skrev många symfonier. 

## Källa
- Sohlmans musiklexikon: nordiskt och allmänt uppslagsverk för tonkonst, musikliv och dans. Stockholm: Sohlman. 1948–1952. sid. 950-951 (Band 3). Libris 8198860
- Mjaskovskij, Svensk uppslagsbok, 1955.